# Каменка (Сумская область)
Каменка (укр. Кам'янка) — село,
Каменский сельский совет,
Тростянецкий район,
Сумская область,
Украина.
Код КОАТУУ — 5925083401. Население по переписи 2001 года составляло 1180 человек.
Является административным центром Каменского сельского совета, в который, кроме того, входит село
Каменецкое.

## Географическое положение
Село Каменка находится на правом берегу реки Ворскла,
на противоположном берегу расположено село Бакировка (Ахтырский район).
По селу протекает пересыхающий ручей с запрудой.
Река в этом месте извилистая, сильно заболоченная, образует лиманы, старицы и заболоченные озёра.
Рядом с селом проходит железная дорога, станция Бакировка.
К селу примыкают лесные массивы (сосна, дуб).

## История
- Основано в 1660 году казаками-переселенцами во главе с казаком Бутыриным.
- В 1800 году в селе была построена церковь Рождества Пресвятой Богородицы. Вскоре была возведена и первая школа. Где-то в конце XIX века возле села проложили железную дорогу Люботин-Ворожба и создали станцию Бакировка.
- В 1897 году была построена новая школа.
- В период коллективизации был создан колхоз «Новий Шлях». В результате объединения с колхозом «Красный Партизан» села Каменецкого в 1962 году был создан колхоз «Дружба», который на честь 30-летия победы переименован в колхоз имени Ватутина. В 1997 колхоз превратился в агрофирму «Хлібороб». В 2003 году путём махинаций имущество колхоза (уже агрофирмы «Хлібороб») было присвоено руководством. В октябре 2003 года колхоз прекратил своё существование.
- В 1998 году настоятелем храма Рождества Пресвятой Богородицы был создан дом престарелых, а в 2009 году началось создание местного монастыря.
- В апреле 2009 года на основе Бакировского заказника указом президента был основан национальный парк «Гетьманский», куда также вошли и земли села.

## Экономика
- Недалеко от села, на берегу Ворсклы находится детский оздоровительный лагерь «Орленок», в котором ежегодно отдыхают сотни детей.

## Объекты социальной сферы
- Школа.